# Костенецький Василь Григорович
Васи́ль Григо́рович Костене́цький (1766  — 1831 , Санкт-Петербург ) — генерал-лейтенант Російської імператорської армії українського походження.

## Біографічні дані
Народився у селі Вирівка, на території Попівської сотні Ніжинського полку Гетьманщини (нині Конотопського району Сумської області). Походив з козацького роду Костенецьких.
Після закінчення у травні 1786-го Артилерійського та інженерного шляхетського кадетського корпусу (СПб) був призначений штик-юнкером до 2-го Канонірського полку.
Учасник Російсько-турецької та Франко-російської війни.
Учасник Бородинської битви. Командував артилерією 6-го піхотного корпусу Московської армії. За час війни отримав п'ять поранень.
За надзвичайну фізичну силу та спартанський спосіб життя його прозвали «Василь Великий».
1796 сформував одну з перших у Імперії роту кінної артилерії.

## Нагороди
Кавалер орденів Георгія IV та III ступенів, Володимира IV та II ступенів, Ганни III, II, І ступенів з алмазними підвісками, св. Іоанна Ієрусалимського. Нагороджений хрестами прусських орденів «Pour le Merite» та Червоного Орла II ст., австрійським орденом Леопольда II ступеня, почесною георгієвською зброєю — позолоченою шпагою з написом «За хоробрість».

## Пам'ять
У храмі Христа Спасителя в Москві прізвище Василя Костенецького вибите на п'яти дошках як такого, що відзначився в битвах під Смоленськом, Бородіним, при Бауцені, Дрездені, Лейпцигу. Портрет Василя Григоровича знаходиться у військовій галереї Зимового палацу у Санкт-Петербурзі.